# Museo civico Villa dei Cedri
Il Museo di Villa dei Cedri è un museo d’arte di Bellinzona. Il museo presenta la produzione artistica ticinese, lombarda e svizzera dall’Ottocento ad oggi. In particolare la collezione raccoglie fondi monografici di artisti significativi in particolare del territorio e vi è una specifica attenzione per le opere su carta e l’arte grafica. La villa deve il suo nome ai grandi cedri del parco dove è collocata la villa.

## Storia
Nata come residenza suburbana, Villa dei Cedri si trova a Ravecchia, comune che nel 1907 viene aggregato a Bellinzona. Il primo proprietario noto della villa è la famiglia patrizia bellinzonese dei Bonzanigo che la usa come residenza suburbana. La proprietà cambia diverse volte e passa nel 1868 alla famiglia Farinelli nel 1905 alla famiglia Resinelli e nel 1926 a Enrico Guscio. Nel 1931 il banchiere Arrigo Stoffel la compra dalla Banca Popolare. La villa viene acquistata dal comune di Bellinzona nel 1978 e nel 1985 diventa Civica galleria d'arte, oggi Museo Villa dei Cedri. Nel 1991 viene costituita l’Associazione Amici di Villa dei Cedri che nel 2009 diventa Fondazione Amici di Villa dei Cedri.

## L’edificio
La villa è un edificio ottocentesco con carattere di villa suburbana inserita in un parco. L’edificio risale al 1870-1890 ed è caratterizzato da forme sobrie tardo neoclassiche.
Nel corso del tempo la villa subisce alcune trasformazioni architettoniche e la caratterizzano in particolare gli interventi del 1931 di gusto palladiano dell’architetto milanese Nelusco Mario Antoniazzi commissionati dal banchiere Arrigo Stoffel che inseriscono nell’edificio elementi di gusto eclettico con la costruzione terrazza, veranda, loggia e torre belvedere che permettono di osservare il parco.
All’interno vi sono parquet di pregio e soffitti decorati con stucchi e pannelli.
Il parco è costituito da due aree. Un’area di circa 10 000 metri quadrati a ovest della villa di gusto ottocentesco all’inglese, con sempreverdi e conifere. Un'altra area di 6 950 metri a est della villa è caratterizzata dalla produzione agricola con vitigni, serra, lavatoio, pollai e orto. Il parco produce Merlot Viti e un bianco Riserva della Città di Bellinzona.

## La collezione
Il museo è caratterizzato da una specifica attenzione per opere di artisti ticinesi, svizzeri e italiani dall’Ottocento ad oggi. Sono in particolare privilegiate le raccolte di fondi monografici e le opere su carta.
Il nucleo iniziale del museo è costituito dalle collezioni di pittura dal Settecento al Novecento di Emilio Sacchi e Adolfo Rossi, che vengono donate alla città di Bellinzona con il desiderio di costituire una galleria civica. La collezione Rossi viene presentata al pubblico per la prima volta nel 1973 ed esposta insieme alla collezione Sacchi nel 1977. Tra le opere che costituiscono questo fondo iniziale vi sono dipinti di Luigi Rossi, Guido Tallone, Antonio Ciseri, Luigi Nono, Eleuterio Pagliano e un disegno di Giovanni Segantini.
Attualmente la collezione permanente consiste di circa 3 000 opere. 
Tra i fondi monografici vi sono i fondi Edoardo Berta, Edmondo Dobrazanski, Giovanni Genucchi, Giuseppe Bolzani, Massimo Cavalli, Ubaldo Monico, Giuseppe Foglia, Giulia Napoleone, Enrico Della Torre, Italo Valenti. Il fondo Fernando Bordoni è stato donato dall’artista al museo nel 2015.
Nella collezione di opere su carta vi sono in particolare opere incisoree di artisti svizzeri di area francofona di fine Ottocento e Novecento tra i quali André Derain, Charles Dunoyer de Segonzac, Rodolphe-Théophile Bosshard, Ernest Biéler, Charles Clos Olsommer e Théophile Steinlen.